# Germà ós
Germà ós (títol original en anglès: Brother Bear) és una pel·lícula d'animació estatunidenca de Walt Disney Pictures de 2003, dirigida per Aaron Blaise i Robert Walker. És l'última pel·lícula realitzada en dibuixos animats als estudis d'animació de Disney-MGM Studios (Florida), que van tancar el març de l'any següent a l'estrena. S'ha doblat al català.
Posteriorment, el 2004, es va estrenar Home on the Range, tot i que va ser la darrera pel·lícula en 2D de la Disney a fer-ho; la seva realització havia començat molt abans i s'havia d'haver estrenat també abans, però certs problemes de producció ho van impedir. La Disney va decidir continuar la producció de pel·lícules d'animació directament en infografia (3D), i no va ser fins a l'adquisició de Pixar, que John Lasseter i Ed Catmull van proposar tornar a l'animació tradicional i produir una nova pel·lícula en animació tradicional: The Princess and the Frog (2009).

## Argument
En Kenai està a punt de convertir-se en adult i a la seva tribu és tradició rebre un tòtem (la figura d'un animal tallada en pedra) en arribar a la majoria d'edat; tanmateix queda molt decebut en veure que rep un os, la imatge de l'amor. Per si no n'hi hagués prou, un os li roba la cistella del peix, ja que no la va lligar bé, de manera que decideix perseguir el malfactor. Els seus germans Denahi i Sitka, per evitar més desgràcies, el segueixen però desgraciadament en Sitka mor en la lluita contra l'ós. En Kenai, ple de ràbia, va a buscar l'os que ha provocat la mort del germà per tal de venjar-lo.
En trobar l'os que havia malmès la cistella es posa a lluitar-hi i, quan el mata, els esperits transformen en Kenai en ós. En aquell moment arriba en Denahi, veu la roba del germà estripada i creu que en Kenai és l'os que ha matat els seus dos germans. Decideix venjar-se'n, lluita contra en Kenai, el tira al riu i decideix perseguir-lo. La Tanana, la xamana, li diu a en Kenai, ja transformat en ós, com convertir-se en humà: ha d'anar fins allà on les llums toquen la terra i demanar als esperits que el tornin a la seva forma humana. En la seva recerca troba dos ants amb qui fa amistat i també coneix un osset anomenat Koda, que l'acompanyarà sense saber que el que en realitat volia era tornar a ser humà.

## Repartiment
El doblatge al català va comptar amb les següents veus:
| Veu en anglès         | Veu en català               | Personatge |
| --------------------- | --------------------------- | ---------- |
| Joaquin Phoenix       | Roger Isasi-Isasmendi       | Kenai      |
| Jeremy Suarez         | Ramon Salvat                | Koda       |
| Jason Raize           | Óscar Muñoz                 | Denahi     |
| Sweeney               | Raül Llorens                | Sitka      |
| Rick Moranis          | Carles Di Blasi             | Rutt       |
| Dave Thomas           | Amadeu Aguado               | Tuke       |
| Joan Copeland         | Marta Martorell             | Tanana     |
| Michael Clarke Duncan | Jordi Royo                  | Tug        |
| Greg Proops           | Ivan Labanda                | Chet       |
| Pauley Perrette       | Eva Lluch                   | Shara      |
| Paul Christie         | Ricky Coello                | Boc        |
| Estelle Harris        | Aurora García               | vídua      |
| Bumper Robinson       | Jaume Costa / Xavier Cassan | esquirol   |

## Banda sonora
La música de Germà ós va ser a càrrec de Mark Mancina i Phil Collins. No era la primera vegada que aquests dos músics col·laboraven: l'any 1999 ja van posar música a la pel·lícula de Disney Tarzan.

## Premis
- Heartland Film Festival: Heartland Award of Excellence (2003)[cal citació]
- ASCAP: Top Box Office Films (2004)[cal citació]
- BMI Film Music Award (2004)[cal citació]

A més, va obtenir diverses nominacions per a altres premis, entre els quals destaca l'Oscar a la millor pel·lícula d'animació i vuit nominacions als Premis Annie.